# Darcy (đơn vị)
Darcy (hoặc đơn vị darcy) và milidarcy (md hoặc mD) là đơn vị của độ thẩm thấu, được đặt tên theo  Henry Darcy. Nó không phải đơn vị SI, nhưng được sử dụng rộng rãi trong kỹ thuật dầu mỏ và địa chất. Giống như các đơn vị đo độ thẩm thấu khác, darcy là đơn vị thứ nguyên với chiều dài2.

## Định nghĩa
Độ thẩm thấu đo khả năng một chất lưu chảy qua đá (và các môi trường xốp khác). Darcy được xác định qua định luật Darcy, có thể được viết dưới dạng:
{\displaystyle Q={\frac {A\kappa \,\Delta P}{\mu \,\Delta x}}}
trong đó:
| {\displaystyle Q\,}        | là lưu lượng dòng chảy qua môi trường (cm3/s) |
| {\displaystyle A\,}        | là diện tích môi trường (cm2)                 |
| {\displaystyle \kappa \,}  | là độ thẩm thấu của môi trường (Darcy)        |
| {\displaystyle \mu \,}     | là độ nhớt động lực của chất lỏng (cP)        |
| {\displaystyle \Delta P\,} | là sự chênh lệch áp suất (atm)                |
| {\displaystyle \Delta x\,} | là độ dày của môi trường (cm)                 |
Darcy là sự kết hợp của các hệ đơn vị. Một môi trường với độ thẩm thấu 1 darcy, cho phép một dòng chảy 1 cm3/s của một chất lưu với độ nhớt 1 cP (1 mPa·s) dưới gradien áp suát 1 atm/cm tác dụng lên một diện tích 1 cm2.
Giá trị điển hình của phạm vi độ thẩm thấu từ cao như 100.000 darcy cho sỏi, đến ít hơn 0,01 microdarcy cho đá hoa cương. Cát có độ thẩm thấu khoảng 1 darcy.